# Stojan Michajłowski (miejscowość)
Stojan Michajłowski (bułg. Стоян Михайловски) – wieś w Bułgarii, w obwodzie Szumen, w gminie Nowi pazar. Według danych szacunkowych Ujednoliconego Systemu Ewidencji Ludności oraz Usług Administracyjnych dla Ludności, 15 września 2022 roku miejscowość liczyła 974 mieszkańców.
Nazwa wsi została nadana na cześć bułgarskiego poety Stojana Michajłowskiego.

## Osoby związane z miejscowością

### Urodzeni
- Stanka Nikołowo Georgiewa – bułgarska historyk i pedadog, laureatka orderu św. Cyryla i Metodego III stopnia[2].